# 基亞日
50°55′37″N 24°58′48″E / 50.92694°N 24.98000°E
基亞日（烏克蘭語：Кияж），是烏克蘭的村落，位於該國西部沃倫州，由盧茨克區負責管轄，始建於1577年，面積11.43平方公里，海拔高度191米，2001年人口348，人口密度每平方公里30.45人。